# Karangrejo (Wonosalam)
Karangrejo is een bestuurslaag in het regentschap Demak van de provincie Midden-Java, Indonesië. Karangrejo telt 4026 inwoners (volkstelling 2010).